# یوچیزی
یوچیزی (به فرانسوی: Uchizy) یک کمون در فرانسه است که در بورگوین واقع شده‌است.

## خصوصیات
یوچیزی ۱۲٫۴۹ کیلومترمربع مساحت و ۸۱۴ نفر جمعیت دارد و ۲۴۰ متر بالاتر از سطح دریا واقع شده‌است.

## خواهرخوانده
شهر Harthausen خواهرخواندهٔ یوچیزی هست.